# ریلاینس مدیا
ریلاینس مدیا (انگلیسی: Reliance MediaWorks) شرکت رسانه‌ای هندی است، که در سال ۱۹۷۵ تأسیس شد.